# Повстання (мінісеріал)
Повстання (англ. Rebellion) — історичний драматичний серіал, знятий фінським режисером Аку Лохімієсом за сценарієм ірландського сценариста Коліна Тівана. Прем'єра фільму відбулася 03 січня 2016 року.

## Сюжет
Фільм розповідає про події в Ірландії під час квітневого повстання 1916 року.
Керівники Ірландської громадянської армії готують повстання проти влади британської корони та розраховують на допомогу від кайзерівської Німеччини. Проте керівники повстання дізнаються, що корабель із вантажем німецької зброї затриманий британцями, а у
Лондоні заарештовано одного з їх товаришив, якому був відомий план дій. Зважуючи на ці обставини, приймається рішення про перенесення виступу, але врешті-решт повстання починається у раніше визначений термін.
Повстанці захоплюють головний поштамт у Дубліні та декілька кварталів, але британці отримують значне підкріплення і захоплюють їх позиції.
Керівників та учасників повстання затримують та піддають суду військового трибуналу, який переважно виносить вироки про розстріл, що викликає обурення як серед ірландців, так і у світі.  
Під тиском громадськості та світової думки розстріли припиняються і решту полонених повстанців направляють до англійських в'язниць.

## Відзнаки та нагороди
У 2016 році фільм був представлений до нагород IFTA Award у 8-ми категоріях. Переміг у номінації «Найкраща жіноча роль» (Рут Бредлі).